# جاي س. آدامز
جاي س. آدامز (بالإنجليزية: J. C. Adams)‏ هو كاتب غير روائي وصحفي ومخرج أمريكي، ولد في 6 يونيو 1970 في بيتسبرغ في الولايات المتحدة.

## وصلات خارجية
- جاي س. آدامز على موقع IMDb (الإنجليزية)
- جاي س. آدامز على موقع قاعدة بيانات الفيلم (الإنجليزية)